# Římskokatolická farnost Vysoké Veselí
Římskokatolická farnost Vysoké Veselí je územním společenstvím římských katolíků v rámci jičínského vikariátu královéhradecké diecéze.

## O farnosti

### Historie
První farní kostel je ve Vysokém Veselí doložen již v roce 1335. V 16. století farnost přechodně zanikla a její území se stalo součástí farnosti Velešice. Později byla samostatná farnost ve Vysokém Veselí obnovena. Dnešní farní kostel, zasvěcený sv. Mikuláši Tolentinskému, byl ve Vysokém Veselí postaven v roce 1770 jako úplná novostavba, bez využití starších konstrukcí. Tvoří jeden areál s farou a školou. v roce 1835 byl upraven v empírovém stylu. Po roce 2005 veselská farnost afilovala původně samostatné farnosti Hradíšťko a Slatiny, které byly z Vysokého Veselí již dlouhodobě administrovány ex currendo. Vlastního duchovního správce měla veselská farnost kontinuálně až do roku 2018, poté byla nějakou dobu administrována ex currendo z arciděkanství v Jičíně. Sídelního duchovního správce má opět od roku 2023.

#### Přehled duchovních správců
- 1970/1971 R.D. Josef Ulvr (farář)
- 1974 – 2007 R.D. Antonín Koukal (11. 6. 1925 – 30. 8. 2011) (farář)
- 2007 – 2018 Mons. Mgr. Pavel Rousek (farář)
  - 2008-2013 R.D. Mgr. Jan Barborka (farní vikář)
  - 2014-2015 Jiří Jakoubek (jáhen – kandidát kněžství)
  - 16. července 2016-31. července 2017 Jan Lukeš (jáhen – kandidát kněžství)
- 2018 – 2023 ICLic. Bc. Th. Prokop Tobek (administrátor ex currendo z Jičína)
  - 2019 – 2023 R.D. Mgr. Ivan Havlíček (výpomocný duchovní)
- od 1. 6. 2023 R.D. Mgr. Ivan Havlíček (administrátor)

### Současnost
Farnost Vysoké Veselí měla do roku 2018 vlastního duchovního správce, který zároveň byl administrátorem ex currendo ve farnostech Chomutice u Hořic, Ohnišťany a Smidary. Od uvedeného roku byla farnost spravována ex currendo z Jičína. V roce 2019 byl do farnosti ustanoven výpomocný duchovní, podřízený jičínskému arciděkanovi. S platností od června 2023 se posléze tento stal administrátorem farnosti (tedy sídelním správcem se všemi právy a povinnostmi).
| Kostel                                | Místo         | Bohoslužba                 | Bohoslužba                       | Poznámka        |
| ------------------------------------- | ------------- | -------------------------- | -------------------------------- | --------------- |
| Kostel svatého Matouše                | Hradíšťko     | neslouží se pravidelně     | neslouží se pravidelně           | filiální kostel |
| Kostel Nanebevzetí Panny Marie        | Slatiny       | 2. a 4. neděle v měsíci    | 11.00                            | filiální kostel |
| Kostel Nanebevzetí Panny Marie        | Velešice      | neslouží se pravidelně     | neslouží se pravidelně           | filiální kostel |
| Kostel svatého Mikuláše Tolentinského | Vysoké Veselí | 1. neděle v měsíci čtvrtek | 11.00 17.00 v zimě, 18.00 v létě | farní kostel    |